# Christian Kirksey
Christian Kirksey (St. Louis, 31 agosto 1992) è un ex giocatore di football americano statunitense che ha militato nel ruolo di linebacker nella National Football League (NFL). Fu scelto nel corso del terzo giro (71º assoluto) del Draft NFL 2014. Al college ha giocato a football all'Università dell'Iowa

## Carriera

### Cleveland Browns
Kirksey fu scelto dai Cleveland Browns nel corso del terzo giro del Draft 2014. Debuttò come professionista subentrando nella partita della settimana 1 contro i Pittsburgh Steelers e mettendo a segno un tackle e un sack su Ben Roethlisberger. La sua stagione da rookie si concluse con 81 tackle e 2 sack disputando tutte le 16 partite, otto delle quali come titolare.
Nella stagione 2016, Kirksey divenne stabilmente titolare nella difesa dei Browns terminando al terzo posto nella NFL dietro a Bobby Wagner e Zach Brown con 148 tackle, oltre a 2,5 sack e 3 passaggi deviati.

### Green Bay Packers
Il 16 marzo 2020, Kirksey firmò con i Green Bay Packers un contratto biennale del valore di 16 milioni di dollari.

### Houston Texans
Il 16 marzo 2021 Kirksey firmò un contratto annuale del valore di 4,5 milioni di dollari con gli Houston Texans.

### Buffalo Bills
Il 30 agosto 2023 Kirksey firmò per la squadra di allenamento dei Buffalo Bills.

### Ritiro
Il 15 aprile 2024 Kirksey annunciò il suo ritiro dal football professionistico e che avrebbe firmato un contratto di un giorno per ritirari come un giocatore dei Cleveland Browns.